# نینا دوگ فیلیپوستوتیر
نینا دوگ فیلیپوستوتیر (انگلیسی: Nína Dögg Filippusdóttir؛ زادهٔ ۲۵ فوریهٔ ۱۹۷۴) بازیگر و تهیه‌کننده تلویزیونی اهل ایسلند است. وی از سال ۲۰۰۱ میلادی تاکنون مشغول فعالیت بوده‌است.
از فیلم‌ها یا برنامه‌های تلویزیونی که وی در آن نقش داشته‌است، می‌توان به دریا، کودکان، به‌دام‌افتاده، دختری در کافه و مسابقه آواز یوروویژن: داستان حماسه آتش اشاره کرد.